# Muhammadsharif Himmatzoda
Muhammadsharif Himmatzoda (né le 6 juillet 1953 et décédé le 17 mars 2010) est un homme politique, dirigeant militaire et figure religieuse tadjike. D'inspiration islamiste, il est une figure marquante du Parti de la renaissance islamique du Tadjikistan durant la Guerre civile tadjike jusqu'à sa mort.

## Biographie
Né dans une famille Gharmi, Himmatzoda grandit sous le régime soviétique où la religion est restreinte par le pouvoir central. Néanmoins, il devient rapidement une personnalité reconnue de l'Islam non-officiel tadjik, non-reconnu et réprimé par le gouvernement. À indépendance, il rejoint le Parti de la renaissance islamique du Tadjikistan où il devient rapidement vice-dirigeant mais aussi chef de la branche politique. Leader militaire durant le conflit, il est membre du groupe qui négocie les accords de paix avec les forces gouvernementales. En 1999, il est remplacé par Said Abdullo Nuri comme dirigeant du parti dans le cadre de l'élection presidentielle tadjke de 1999. Député à partir de 2000, il devient chef spirituel du parti à la mort de Nuri en 2006 alors que Muhiddin Kabiri prend la tête du parti,. Il est reconfirmé à se poste l'année suivante. Il est fortement opposé à la réforme des lois religieuses proposée par le président Emomalii Rahmon en 2009. En représailles, son véhicule de service lui est retiré et, trop malade pour se rendre au parlement par ses propres moyens, démissionne de son poste. Il décède l'année suivante et est enterré à Douchanbé.